# Берлінгтон (Північна Дакота)
Берлінгтон (англ. Burlington) — місто (англ. city) в США, в окрузі Ворд штату Північна Дакота. Населення — 1291 особа (2020).

## Географія
Берлінгтон розташований за координатами 48°16′34″ пн. ш. 101°25′30″ зх. д. / 48.27611° пн. ш. 101.42500° зх. д. (48.276176, -101.424866).  За даними Бюро перепису населення США в 2010 році місто мало площу 1,66 км², уся площа — суходіл. В 2017 році площа становила 4,94 км², уся площа — суходіл.

### Клімат
Місто знаходиться у зоні, котра характеризується вологим континентальним кліматом з теплим літом. Найтепліший місяць — липень із середньою температурою 20.8 °C (69.5 °F). Найхолодніший місяць — січень, із середньою температурою -13.1 °С (8.4 °F).
| Клімат Берлінгтона      | Клімат Берлінгтона | Клімат Берлінгтона | Клімат Берлінгтона | Клімат Берлінгтона | Клімат Берлінгтона | Клімат Берлінгтона | Клімат Берлінгтона | Клімат Берлінгтона | Клімат Берлінгтона | Клімат Берлінгтона | Клімат Берлінгтона | Клімат Берлінгтона | Клімат Берлінгтона |
| Показник                | Січ.               | Лют.               | Бер.               | Квіт.              | Трав.              | Черв.              | Лип.               | Серп.              | Вер.               | Жовт.              | Лист.              | Груд.              | Рік                |
| Абсолютний максимум, °C | 13,3               | 18,9               | 26,1               | 34,4               | 37,2               | 38,9               | 40,6               | 41,7               | 41,1               | 34,4               | 23,9               | 14,4               | 41,7               |
| Середній максимум, °C   | −8,2               | −4,8               | 1,6                | 11,7               | 18,8               | 23,7               | 27,5               | 27                 | 20,4               | 13,1               | 2,5                | −4,9               | 10,7               |
| Середня температура, °C | −13,1              | −9,6               | −3,4               | 5,6                | 12,3               | 17,5               | 20,8               | 19,9               | 13,9               | 7,2                | −2,3               | −9,4               | 4,9                |
| Середній мінімум, °C    | −17,9              | −14,4              | −8,3               | −0,4               | 5,8                | 11,3               | 14,2               | 12,9               | 7,3                | 1,2                | −7                 | −14,1              | −0,8               |
| Абсолютний мінімум, °C  | −36,7              | −36,7              | −33,9              | −20,6              | −8,3               | 0                  | 3,9                | 0                  | −6,1               | −17,8              | −28,9              | −37,8              | −37,8              |
| Норма опадів, мм        | 16                 | 12                 | 20                 | 38                 | 62                 | 86                 | 62                 | 50                 | 41                 | 26                 | 17                 | 14                 | 446                |
| Днів з опадами          | 8                  | 6                  | 7                  | 7                  | 9                  | 11                 | 9                  | 8                  | 7                  | 5                  | 6                  | 7                  | 90                 |
| Вологість повітря, %    | 75.6               | 76.8               | 73.4               | 60.9               | 61.3               | 68.5               | 68.4               | 65                 | 63.1               | 65.3               | 71.8               | 75                 | 68.8               |
| ----------------------- | ------------------ | ------------------ | ------------------ | ------------------ | ------------------ | ------------------ | ------------------ | ------------------ | ------------------ | ------------------ | ------------------ | ------------------ | ------------------ |
| Джерело: Weatherbase    |                    |                    |                    |                    |                    |                    |                    |                    |                    |                    |                    |                    |                    |

## Демографія
Згідно з переписом 2010 року, у місті мешкало 1060 осіб у 399 домогосподарствах у складі 293 родин. Густота населення становила 638 осіб/км².  Було 410 помешкань (247/км²).
Расовий склад населення:
| - 94,2 % — білих - 2,7 % — корінних американців - 0,2 % — азіатів - 0,1 % — чорних або афроамериканців |

До двох чи більше рас належало 2,1 %. Частка іспаномовних становила 2,1 % від усіх жителів.
За віковим діапазоном населення розподілялося таким чином: 28,8 % — особи молодші 18 років, 63,4 % — особи у віці 18—64 років, 7,8 % — особи у віці 65 років та старші. Медіана віку мешканця становила 33,0 року. На 100 осіб жіночої статі у місті припадало 96,7 чоловіків;  на 100 жінок у віці від 18 років та старших — 93,6 чоловіків також старших 18 років.
Середній дохід на одне домашнє господарство  становив 92 542 долари США (медіана — 80 417), а середній дохід на одну сім'ю — 79 853 долари (медіана — 77 853). За межею бідності перебувало 2,7 % осіб, у тому числі 2,0 % дітей у віці до 18 років та 7,6 % осіб у віці 65 років та старших.
Цивільне працевлаштоване населення становило 743 особи. Основні галузі зайнятості: будівництво — 19,7 %, освіта, охорона здоров'я та соціальна допомога — 17,0 %, сільське господарство, лісництво, риболовля — 16,8 %.